# Stefan Hadzi-Nikolov
Stefan Hadzi-Nikolov, né en 1955 à Skopje en Yougoslavie (aujourd'hui en Macédoine), est un artiste peintre yougoslave.

## Biographie
Stefan Hadzi-Nikolov est né en 1955 à Skopje. En 1975, il est inscrit à l'école de formation des enseignants de Skopje. Il peint des nus qui ressemblent presque à des photographies, mais qui n'ont pas de visage. Il les positionne dans des milieux surréalistes. En 1984, il devient membre de la société des peintres macédoniens et commence à participer à des expositions collectives.